# Tenomassivet
Tenomassivet (spansk: Macizo de Teno) er et bjergmassiv på den nordvestlige del af Tenerife i de Kanariske Øer, Spanien. På kysten strækker området sig fra Santiago del Teide til Buenavista del Norte.
Massivet blev dannet som følge af et voldsomt vulkanudbrud for 5-7 millioner år siden og hører dermed til øens ældste dele. De højeste bjerge i massivet er på omkring 1.100 m, og der er oprettet en naturpark på 8.063 ha i området.
Blandt bjergenes planteliv kan nævnes laurisilvatræer, der lige som flere andre planter er endemiske for Tenerife eller de Kanariske Øer.
28°18′N 16°51′V / 28.3°N 16.85°V